# Arrade vitellialis
Arrade vitellialis là một loài bướm đêm trong họ Erebidae.